# 趙逢源
趙逢源（？—？），江蘇青浦縣人，清朝官員。

## 生平
嘉慶六年（1801年）辛酉恩科進士。嘉慶十八年（1813年）接替徐憲文，擔任台灣府海防兼南路理番同知。